# Quadri Aruna
Quadri Aruna (Oyo, 9 augustus 1988) is een Nigeriaans tafeltennisser.

## Biografie
Aruna deed mee aan de Olympische Zomerspelen 2012, waar hij als 61ste geplaatste, in de eerste ronde werd uitgeschakeld. Op de Olympische Zomerspelen 2016 verraste, de als 27ste geplaatste, Aruna. Zijn eerste wedstrijd, in de tweede ronde, won Aruna van de 33ste geplaatste Slovaak Wang Yang. In de derde ronde versloeg hij het nummer vijf Chuang Chih-yuan met 4-0. In de achtste finales schakelde hij voormalig nummer één van de wereld Timo Boll uit met 4-2. In de kwartfinales was de Chinese nummer één van de wereld, Ma Long, te sterk.